# فدریکو فراری اورسی
فدریکو فراری اورسی (انگلیسی: Federico Ferrari Orsi; ۱۸ دسامبر ۱۸۸۶ – ۱۸ اکتبر ۱۹۴۲) بازیکن فوتبال اهل پادشاهی ایتالیا بود.
از باشگاه‌هایی که در آن بازی کرده‌است می‌توان به باشگاه فوتبال تورینو اشاره کرد.